# Grand Prix Cycliste de Montréal 2012
Il Grand Prix Cycliste de Montréal 2012, terza edizione della corsa, valida come ventiseiesimo evento dell'UCI World Tour 2012, si svolse il 9 settembre 2012 su un percorso totale di 205,7 km. Fu vinto dal norvegese Lars Petter Nordhaug, che terminò la gara in 5h28'29" alla media di 37,57 km/h.
Al traguardo 116 ciclisti portarono a termine il percorso.

## Squadre partecipanti
| N.      | Cod. | Squadra                |
| ------- | ---- | ---------------------- |
| 1-8     | MOV  | Movistar Team          |
| 11-18   | GRS  | Garmin-Sharp           |
| 21-28   | BMC  | BMC Racing Team        |
| 31-38   | EUC  | Team Europcar          |
| 41-47   | SKY  | Sky Procycling         |
| 51-58   | LIQ  | Liquigas-Cannondale    |
| 61-68   | OPQ  | Omega Pharma-Quickstep |
| 71-78   | KAT  | Katusha Team           |
| 81-87   | OGE  | Orica-GreenEDGE        |
| 91-98   | AST  | Astana Pro Team        |
| 101-108 | LTB  | Lotto-Belisol Team     |

| N.      | Cod. | Squadra                     |
| ------- | ---- | --------------------------- |
| 111-118 | RAB  | Rabobank Cycling Team       |
| 121-128 | RNT  | RadioShack-Nissan           |
| 131-138 | EUS  | Euskaltel-Euskadi           |
| 141-148 | LAM  | Lampre-ISD                  |
| 151-158 | VCD  | Vacansoleil-DCM             |
| 161-168 | FDJ  | FDJ-BigMat                  |
| 171-178 | ALM  | AG2R La Mondiale            |
| 181-188 | STB  | Saxo Bank                   |
| 191-198 | COF  | Cofidis, le Crédit en Ligne |
| 201-208 | SPI  | SpiderTech powered by C10   |

## Ordine d'arrivo (Top 10)
| Pos. | Corridore            | Squadra        | Tempo    |
| ---- | -------------------- | -------------- | -------- |
| 1    | Lars Petter Nordhaug | Sky Procycling | 5h28'29" |
| 2    | Moreno Moser         | Liquigas       | a 2"     |
| 3    | Alexandr Kolobnev    | Katusha        | s.t.     |
| 4    | Simon Gerrans        | GreenEDGE      | a 4"     |
| 5    | Edvald Boasson Hagen | Sky Procycling | s.t.     |
| 6    | Björn Leukemans      | Vacansoleil    | s.t.     |
| 7    | Jürgen Roelandts     | Lotto-Belisol  | s.t.     |
| 8    | Rui Costa            | Movistar       | s.t.     |
| 9    | Luca Paolini         | Katusha        | s.t.     |
| 10   | Tony Gallopin        | RadioShack     | s.t.     |